# Damir Skomina
Damir Skomina (født 5. august 1976) er en slovensk fodbolddommer. Siden sæsonen 2009/2010 har han været indrangeret som elite kategori-dommer, og har dømt en række kampe i Champions League og Europa League. 
Skomina er blandt de udtagede dommere til sommerens EM 2012 i Polen og Ukraine

## Karriere

### EM 2012
Skomina slutrunde-debuterede ved EM 2012 i Polen og Ukraine, hvor han har fået tildelt følgende kampe:
- Holland –  Danmark 0 - 1 (gruppespil)
- Sverige –  England (gruppespil)

## Kampe med danske hold
- Den 7. maj 2003: EM for U17 landshold: Portugal U17 – Danmark U17 3-2.
- Den 19. september 2007: UEFA Cuppen: Lens – FC København 1-1.
- Den 1. april 2009: Kvalifikation til VM 2010: Danmark – Albanien 3-0.
- Den 17. august 2011: Kvalifikation til Champions League: OB – Villarreal 1-0.
- Den 9. juni 2012: EM 2012: Holland – Danmark 0-1.